# Matthias Kreutzer
Matthias Kreutzer (* 23. Dezember 1982 in Erfurt) ist ein deutscher Fußballtrainer.

## Karriere
Kreutzer studierte Sportökonomie und kam über ein Praktikum im Scouting zur Spielanalyse.
Im September 2006 wurde Kreutzer Videoanalyst bei der Profimannschaft des Hamburger SV. Zur Saison 2016/17 wurde er zusätzlich bei der zweiten Mannschaft in der viertklassigen Regionalliga Nord Co-Trainer des neuen Cheftrainers Dirk Kunert. Ab der Saison 2017/18 arbeitete er unter Kunerts Nachfolger Christian Titz. Im Januar 2018 rückte Kreutzer in die Profimannschaft auf und wurde Co-Trainer des neuen Cheftrainers Bernd Hollerbach. Im März 2018 wurde dieser durch Titz ersetzt. Das Trainerteam konnte den Abstieg des HSV in die 2. Bundesliga jedoch nicht verhindern. In der anschließenden Sommerpause wurde er freigestellt.
Im März 2019 wurde Kreutzer unter Huub Stevens, unter dem er bereits von 2007 bis 2008 beim HSV gearbeitet hatte und der im Abstiegskampf bis zum Ende der Saison 2018/19 zum Interimstrainer ernannt wurde, Leiter der Spielanalyse und Co-Trainer der Bundesligamannschaft des FC Schalke 04. Gemeinsam schaffte das Trainerteam am Saisonende den Klassenerhalt. Ab der Saison 2019/20 assistierte er David Wagner. Als dieser zum Beginn der Saison 2020/21 entlassen worden war, arbeitete Kreutzer unter dessen Nachfolgern Manuel Baum, Huub Stevens (kurzzeitig Interimstrainer), Christian Gross und Dimitrios Grammozis. Am Saisonende stiegen die Schalker in die 2. Bundesliga ab. In der Saison 2021/22 wurde Grammozis im März 2022 freigestellt und bis zum Saisonende durch Mike Büskens ersetzt, der zuvor neben Kreutzer Co-Trainer gewesen war und die Schalker zum direkten Wiederaufstieg führte. Im ersten Spiel unter Büskens Verantwortung – ein 3:0-Sieg beim FC Ingolstadt 04 – hatte Kreutzer ihn an der Seitenlinie vertreten, da Büskens sich aufgrund einer Corona-Infektion in häuslicher Quarantäne befand.
Zur Saison 2022/23 wurde Frank Kramer neuer Cheftrainer. Nach einem schwachen Saisonstart wurde dieser bereits im Oktober 2022 wieder freigestellt, woraufhin Kreutzer die Mannschaft als Interimstrainer übernahm. Er betreute die Mannschaft bei einer 1:2-Niederlage gegen Hertha BSC und rückte anschließend unter dem neuen Cheftrainer Thomas Reis wieder auf seine angestammte Position. Am Saisonende stiegen die Schalker wieder in die 2. Bundesliga ab. Nach dem 7. Spieltag der Saison 2023/24 stand der FC Schalke mit 7 Punkten auf dem 16. Platz. Reis wurde daraufhin freigestellt und Kreutzer übernahm die Mannschaft erneut als Interimstrainer. Unter ihm verlor man gegen den SC Paderborn 07 und Hertha BSC. Anschließend wurde Kreutzer unter Karel Geraerts wieder zum Co-Trainer.